# Titus (film)
Titus è un film del 1999, diretto da Julie Taymor, con protagonista Anthony Hopkins.

## Trama
Il film è un'interpretazione in chiave post-moderna della tragedia shakespeariana Tito Andronico, generale romano sul quale si scatena la vendetta della regina dei Goti Tamora, da lui sconfitta in battaglia e portata come schiava a Roma ed ascesa fino a diventare imperatrice. In un crescendo di violenza ed efferatezze, la tragedia trova il suo culmine quando i figli dell'imperatrice stuprano e mutilano di mani e lingua Lavinia, figlia prediletta di Tito. Ma il generale scopre i responsabili e li uccide come maiali, servendoli alla madre.
Come in ogni tragedia tutti i personaggi muoiono, lo stesso Tito, che prima uccide sua figlia in quanto è stata privata della sua purezza (in piena aderenza con molte leggende dell'antica Roma, come ad esempio quella di Lucrezia), poi accoltella alla gola Tamora. Saturnino in preda alla collera uccide Tito con un candelabro e a sua volta viene ucciso da Lucio Andronico, il successivo imperatore di Roma.

## Ambientazione
Come in altre trasposizioni moderne shakespeariane, l'ambientazione è un ibrido tra mondo antico e contemporaneo, esattamente nella Capitale italiana degli anni Trenta. Le uniformi militari sono dell'epoca dittatoriale, così parte delle riprese eseguite nel quartiere EUR di Roma e nella Piscina del Foro Italico. Lo scontro per le strade tra le fazioni politiche rivali, è memoria delle tifoserie delle maggiori squadre calcistiche romane.

## Riconoscimenti
- 2000 - Premio Oscar
  - Candidatura per i migliori costumi
- 2000 - Nastro d'argento
  - Migliore scenografia